# Oranna
Oranna ist ein weiblicher Vorname, der vor allem im Saarland und im Raum Trier sowie in Ostlothringen vergeben wird.

## Herkunft und Bedeutung
Der Name Oranna ist irischer Herkunft und bedeutet „fahl“, „braun“, siehe Oran (Name).

## Varianten
Oranne, Oranda, Orande

## Bekannte Namensträgerinnen
- Oranna (Heilige) Katholische Heilige, 6. Jahrhundert